# Stara Wola Gołębiowska
Stara Wola Gołębiowska – osiedle w północno-wschodniej części Radomia.
Według Systemu Informacji Miejskiej osiedle obejmuje obszar ograniczony ulicą Potkańskiego, granicami działek, ulicą Północną,
torami kolejowymi do Warszawy, ulicą Energetyków, granicami działek, ulicą Jakubczak i granicami działek. Stara Wola Gołębiowska graniczy od północy z osiedlem Nowa Wola Gołębiowska, od zachodu – Rajec Poduchowny, od południa – Rajec Szlachecki i Gołębiów, zaś od zachodu – Brzustówka, Mleczna i Huta Józefowska.
W rejestrze TERYT Stara Wola Gołębiowska wydzielona jest jako część miasta z identyfikatorem SIMC 0973174.
Wierni Kościoła rzymskokatolickiego należą do parafii Podwyższenia Krzyża Świętego w Radomiu.